# Subhuman Beings on Tour
Subhuman Beings on Tour es un EP en vivo de la banda estadounidense de heavy metal Skid Row, publicado en Japón en 1995. Consiste de material grabado en la gira promocional del álbum Subhuman Race. Rob Halford, cantante de la banda británica Judas Priest, hace una aparición estelar en la canción "Delivering The Goods".

## Lista de canciones
1. "Slave to the Grind" (Sebastian Bach, Rachel Bolan, Dave Sabo)
2. "Delivering the Goods" - (K.K. Downing, Rob Halford, Glenn Tipton)
3. "Beat Yourself Blind" (Bach, Bolan, Scotti Hill, Sabo)
4. "Psycho Therapy" (Dee Dee Ramone, Johnny Ramone)
5. "Riot Act" (Bolan, Sabo)
6. "Monkey Business" (Bolan, Sabo)
7. "Thanks From the Band"

## Personal
- Rob Affuso – batería
- Sebastian Bach – voz
- Rachel Bolan – bajo, voz
- Scotti Hill – guitarra, voz
- Dave Sabo – guitarra, voz

### Músico invitado
- Rob Halford – voz en "Delivering the Goods"